# Lanassa (żona Pyrrusa)
Lanassa (gr: Λάνασσα, Lánassa) (IV/III w. p.n.e.) – królowa Epiru, potem Macedonii, córka Agatoklesa, króla Syrakuz (Sycylia), i prawdopodobnie jego drugiej żony Alcii.
W r. 295 p.n.e. Agatokles wydał Lanassę za króla Epiru Pyrrusa. Osobiście odeskortował swą córkę statkiem do Epiru do pana młodego. Lanassa wniosła do małżeństwa, jako posag, wyspę Korkyrę. Urodziła mężowi jedyne dziecko, syna Aleksandra, przyszłego króla Epiru. Lanassa nie mogła przyjąć do wiadomości, że jej mąż był poligamistą.
W r. 291 p.n.e., po opuszczeniu męża Pyrrusa, udała się na Korkyrę. Zaoferowała tę wyspę jak wiano Demetriuszowi I Poliorketesowi, królowi Macedonii, jeżeli ten chciałby zostać jej nowym mężem. Ten zgadzając się na tę propozycję, przybył na Korkyrę, by po raz czwarty wejść w związek małżeński. W r. 290 p.n.e., po zajęciu wyspy, osadził tam garnizon. Następnie nawiązał z teściem wstępne rokowania celem zawarcia przymierza. W r. 289 p.n.e., po śmierci Agatoklesa, Pyrrus, jako były mąż Lanassy, bronił swych dziedzicznych praw do Sycylii. W r. 278 p.n.e. Sycylijczycy, będąc w konflikcie zbrojnym z Kartaginą, zaprosili Pyrrusa na wyspę, celem objęcia władzy i obrony przed wrogiem.